# Balta variegata
Balta variegata es una especie de cucaracha del género Balta, familia Ectobiidae.

## Distribución
Esta especie se encuentra en isla de Borneo.